# Voetbalbond van Nieuw-Caledonië
De Voetbalbond van Nieuw-Caledonië of Fédération Calédonienne de Football (FCF) is de voetbalbond van Nieuw-Caledonië.
De voetbalbond werd opgericht in 1928 en is sinds 2004 lid van de Oceania Football Confederation, de OFC. In 2004 werd de bond lid van de FIFA. De voetbalbond is verantwoordelijk voor het Nieuw-Caledonisch voetbalelftal en de Beker van Nieuw-Caledonië, de nationale voetbalcompetitie. Het hoofdkantoor staat in Nouméa.

## President
In januari 2022 was de president Gilles Tavergeux.